# Chlorophytum krauseanum
Chlorophytum krauseanum là một loài thực vật có hoa trong họ Măng tây. Loài này được (Dinter) Kativu mô tả khoa học đầu tiên năm 1993.